# Johan Bejerholm
Johan Tobias Bejerholm, född 5 juli 1966 i Malmö, är en svensk musikproducent och låtskrivare. Han har varit en av upphovsmännen totalt tre gånger i Melodifestivalen (2004, 2015 och 2019). De bidrag han har varit involverad i är "Still Believe" av Joachim Bergström, "Guld och gröna skogar" av Hasse Andersson och "Leva livet" av Jan Malmsjö. Han har även varit med och skrivit många bidrag till den maltesiska uttagningen till Eurovision Song Contest (bl.a. 2005, 2012, 2013 och 2023) samt varit delaktig i låten "Always" som framfördes av Aysel och Arash under 2009 års Eurovision Song Contest i Moskva. 2010 var han en av låtskrivarna till Josefine Ridells låt "Allt jag vill ha" som hon framförde i det årets Junior Eurovision Song Contest i Minsk.
Bejerholm är gift och är bosatt i Lomma.